# Maria Aspman
Maria Elisabeth Aspman, född 10 mars 1865 i Jakob och Johannes församling, Stockholms stad, död 4 mars 1944 i Kungsholms församling, Stockholms stad, var en svensk lärare, rektor och folkbildare. Hon gjorde banbrytande insatser på pedagogikens område i början av 1900-talet. Hon hörde till samma reformpedagogiska grupp som Anna Sandström och Edvard Palmgren.

## Biografi
Maria Aspman växte upp tillsammans med fadern och modern, Bernhard och Charlotta Aspman, samt systern Sigrid. Fadern var handelsträdgårdsmästare och hade troligen sin handelsträdgård i det som numera kallas Vasastan i Stockholm. 
Det tycks ha varit paret Aspmans ambition att döttrarna skulle få en god utbildning. Sin första skolgång fick de i Widellska flickskolan, en privat småskola i Stockholm som låg nära familjen Aspmans dåvarande bostad vid Norrmalmstorg. Efter småskolan skrevs flickorna in på Statens normalskola, vilken var knuten till Högre lärarinneseminariet i Stockholm. Maria Aspman kom, liksom sin syster, så småningom in på seminariet där hon specialiserade sig på naturvetenskapliga ämnen. 
Hon blev klar med utbildningen 1886 och fick redan höstterminen samma år anställning vid Klara folkskola i Stockholm. Där stannade hon till år 1920. Hon fördjupade sig i de naturvetenskapliga ämnena biologi, kemi, fysik och matematik vid examensfria kurser på Stockholms högskola. Tidvis undervisade hon också vid Åhlinska skolan, där hon var kollega med Anna Sandström. För åskådningsundervisningen byggde hon ett skåp, ”aspmanska skåpet”, som innehöll exempel på olika preparat, mineraler, uppstoppade djur med mera, vilket kom att användas i folkskolans undervisning och vann pris vid en världsutställning i St. Louis, USA, år 1904.
Maria Aspman gjorde tillsammans med Kerstin Hesselgren utredningar om flickors yrkesutbildning på uppdrag av Stockholms folkskoledirektion, vilket resulterade i att Stockholms högre folkskola för kvinnlig utbildning inrättades. Åren 1920–1929 var hon rektor för skolan. Hon var dessutom rektor för Fredrika Bremer-förbundets folkhögskolor 1917–1939.
På sin fritid ägnade sig Maria Aspman åt föreningslivet. Den första förening hon blev medlem i var Svenska dräktreformföreningen, som bland annat hade som mål att avskaffa korsetter och snörliv. Det var i denna förening hon träffade sin livskamrat Karolina Widerström, Sveriges första kvinnliga legitimerade läkare, som hon sedan bodde tillsammans med i 25 år. Maria Aspman var också aktiv medlem av Fredrika-Bremer-Förbundet. Liksom Karolina Widerström var hon även mycket engagerad i Landsföreningen för kvinnans politiska rösträtt (LKPR).
Tillsammans med Karolina Widerström ägnade Maria Aspman många somrar åt att fortbilda lärare i naturvetenskapliga ämnen. De ansåg båda att ämnet hygien borde bli en obligatorisk del av undervisningen i naturlära. För att öka sina kunskaper om medicinsk hygien genomgick Maria Aspman år 1910 en kurs i bakteriologi vid Karolinska Institutet. Den nya kunskapen gjorde det möjligt för henne att undervisa i hälsolära, vilket var ett ämne som introducerats vid Stockholms flickskolor av Karolina Widerström vid sekelskiftet 1900. Så småningom kom ämnet hälsolära också att bli ett obligatoriskt ämne i folkskolan.
Maria Aspman dog i bröstcancer 1944 och begravdes på Norra begravningsplatsen i Solna. Hon testamenterade en stor del av sina ekonomiska tillgångar till en fond som förvaltas av Fredrika-Bremer-Förbundet och där avkastningen går till stipendier till kvinnor som utbildats i textila hantverk. Hon har en gata i Hagastaden uppkallad efter sig.